# 瓦朗斯主教座堂

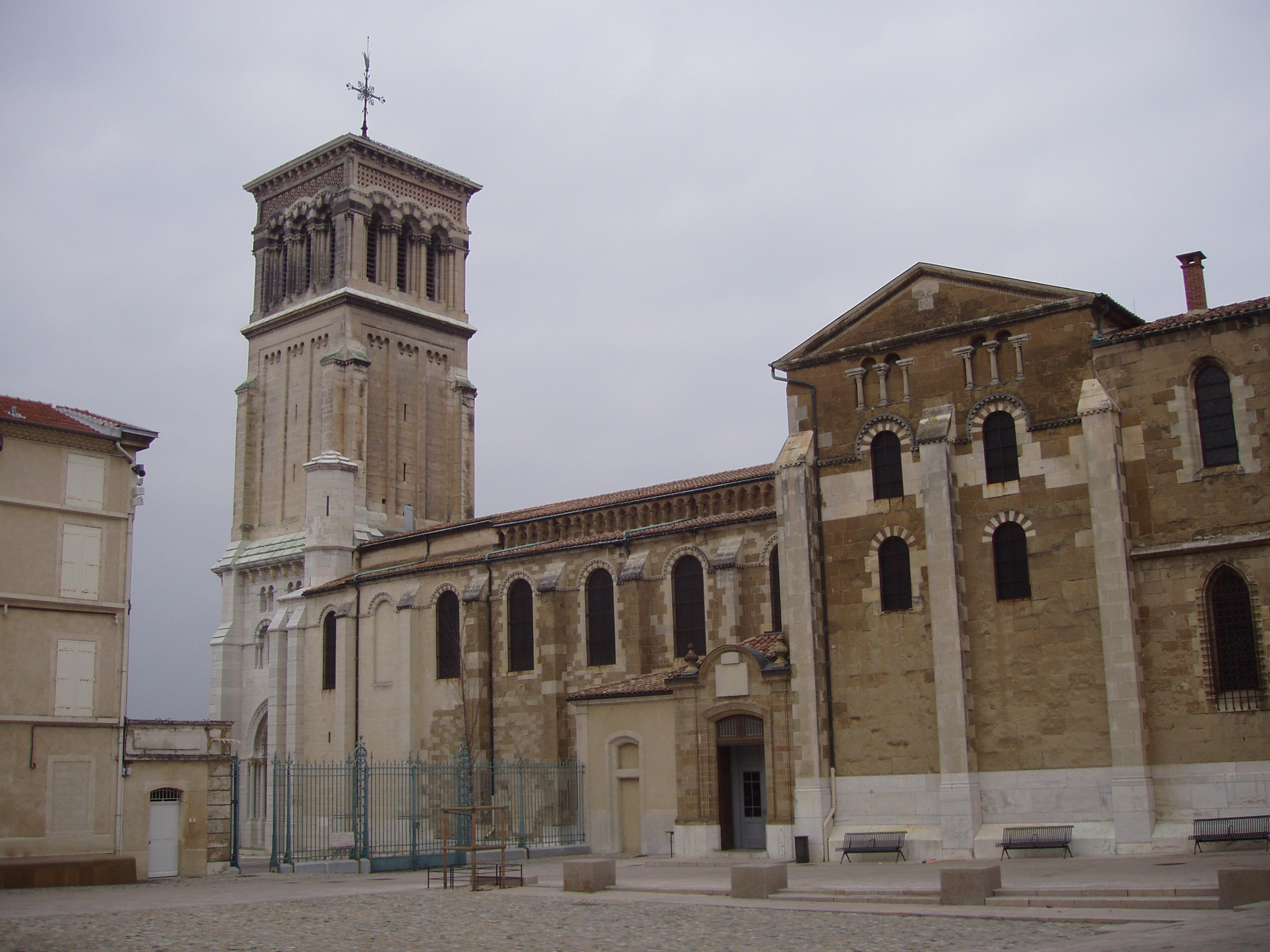

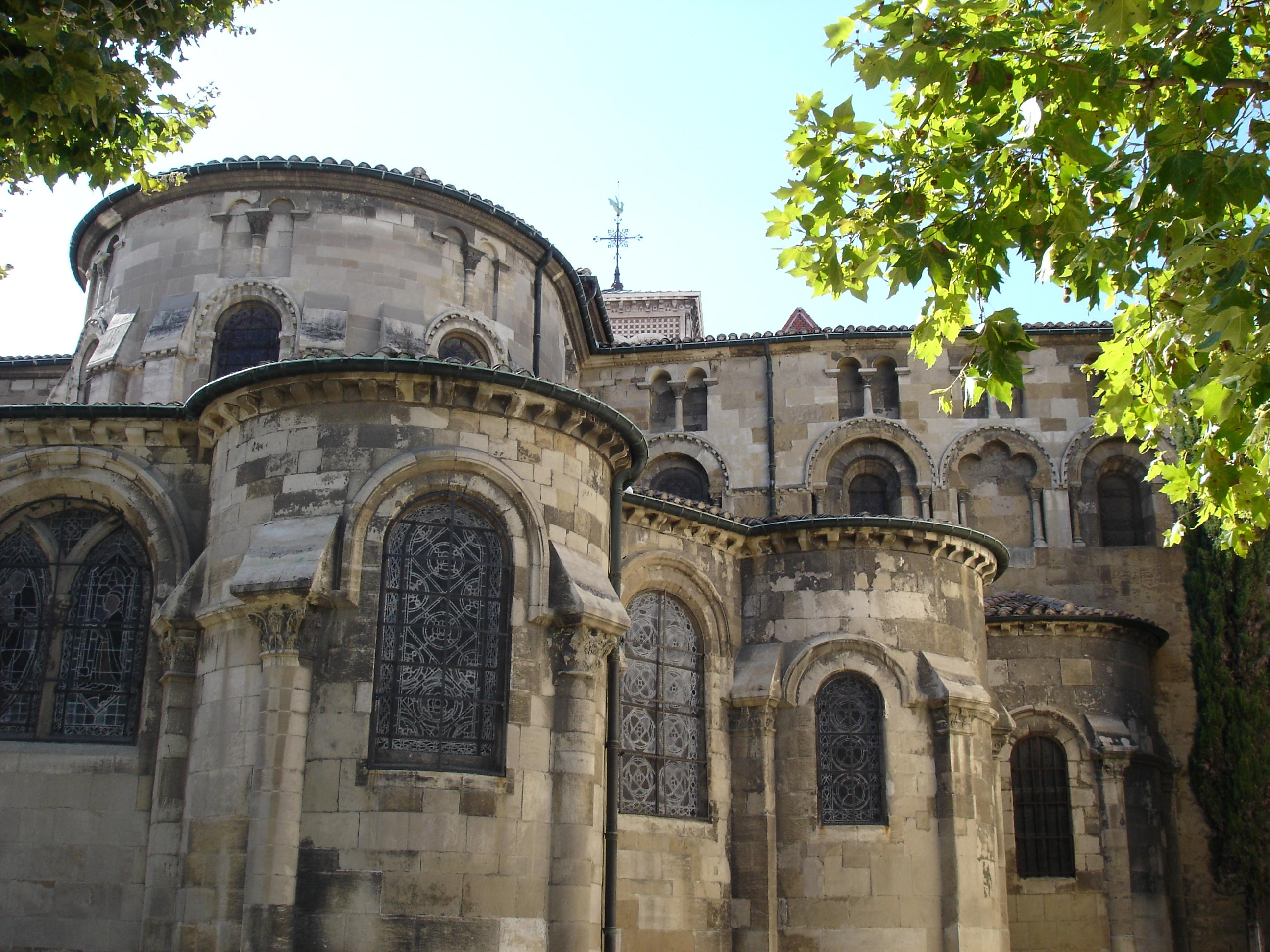

瓦朗斯主教座堂（法語：Cathédrale Saint-Apollinaire de Valence）是一座罗马天主教主教座堂，位于法国德龙省瓦朗斯。
它是天主教瓦朗斯教区的主教座堂。
该堂的后殿重建于1世纪，罗马式建筑，1095年由乌尔班二世祝圣。法国宗教战争期间该堂严重受损，17世纪初修复。堂内有庇护六世的纪念物，他于1799年死于瓦朗斯。